# Hygeberht
Hygeberht (fallecido después de 803) fue un religioso anglosajón. Fue nombrado obispo de Lichfield en 779 y arzobispo de Lichfield después de que Lichfield fuera elevada a arquidiócesis en algún momento después de 787, durante el reinado del poderoso rey merciano Offa. Poco se sabe de los antecedentes de Hygeberht, aunque por sus conexiones con la región se deduce que era nativo de Mercia. 
Offa consiguió que Lichfield obtuviera el rango de arzobispado, pero esto fue poco popular con Canterbury, el otro arzobispado del sur de Inglaterra. Offa probablemente estuvo motivado por el deseo de aumentar el estatus de su reino y lograr que los asuntos eclesiásticos de Lichfield se independizaran del control del arzobispado de otro reino. Posiblemente también lo motivaba la necesidad de asegurar la coronación de su sucesor, a lo que el arzobispo de Canterbury se había opuesto. Después de la muerte de Offa, su pariente lejano Coenwulf ascendió al trono y solicitó al Papa que Lichfield volviera a ser un simple obispado. El Papa accedió en 803 y a partir de entonces Hygeberht ya no fue considerado un obispo: en el concilio que supervisó la degradación de Lichfield en 803 aparece como obispo. La fecha de su muerte es desconocida. 

## Antecedentes
Se conoce poco sobre la ascendencia de Hygeberht y su educación pero, en virtud de sus estrechos vínculos con el reino de Mercia, probablemente era merciano de nacimiento. Se convirtió en obispo de Lichfield en 779. Es mencionado como "electus praesul",  u "obispo electo en las actas de un concilio de Mercia al que asistió ese año en Hartleford. Dos años después fue testigo de una carta de Offa sobre un reclamo eclesiástico sobre una iglesia en Worcester.
Es posible que  ya en 786 se discutiera la creación de un Arzobispado de Mercia en la corte de Offa. Una carta al papado escrita por Coenwulf, quien sucedió al hijo de Offa, Ecgfrith en el trono de Mercia, afirma que los motivos de Offa fueron su disgusto con Jænberht, el arzobispo de Canterbury y los hombres de Kent. En el Concilio de Chelsea celebrado en 787, Offa logró la creación de un arzobispado para su reino que estaría centrado en la diócesis de Lichfield (en la moderna Staffordshire ). Offa puede haber justificado esta decisión sugiriendo que Jænberht planeaba permitir que el rey franco Carlomagno desembarcara en Kent si decidía invadir, aunque la única referencia a este hecho proviene de un escritor del siglo XIII, Matthew Paris. Probablemente otra consideración fue el prestigio, ya que tener la diócesis merciana principal en poder de un arzobispo en lugar de un obispo aumentaría el estatus del reino.
Que la diócesis de Mercia tuviera el rango de arzobispado también serviría para reforzar la independencia del reino, liberándolo de la dependencia eclesiástica de Canterbury en el reino de Kent, que recientemente había sido puesto bajo el control de Mercia por Offa. Jænberht apoyó al rey de Kent, Egbert II, que no partidario de Offa, ya que un arzobispo en Canterbury que fuera indiferente o se opusiera activamente a Offa podría evitar que estableciera el señorío de Kent y otras áreas de Inglaterra.  Al elevar a otro arzobispo, Offa reduciría el poder político de los arzobispos de Canterbury. Existían precedentes para la elevación de un obispado: en 735 el papado había elevado a otro obispado anglosajón, cuando Ecgbert se convirtió en el primer arzobispo de York .

## Concilio de Chelsea

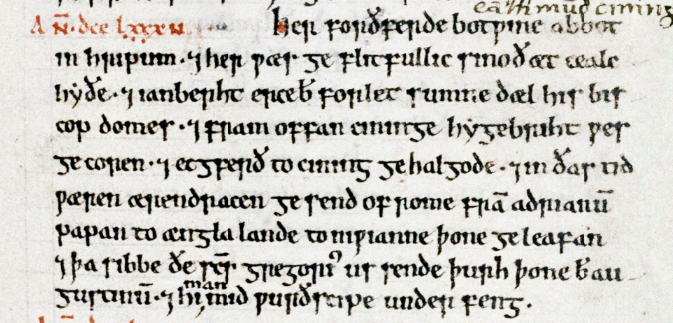
La entrada correspondiente al año 785 en el manuscrito E de la Crónica anglosajona (la "Crónica de Peterborough").

Los procedimientos del concilio fueron registrados en dos versiones diferentes de la Crónica anglosajona. El manuscrito de Peterborough (Versión E) de la Crónica registra un concilio en el año 785, aunque los eventos tuvieron lugar en 787, y establece que "hubo un sínodo contencioso en Chelsea y el arzobispo Jænberht renunció a una parte de su obispado, y Hygeberht fue elegido por el rey Offa, y Ecgfrith consagrado como rey."  El Manuscrito de Canterbury (Versión F) también registra un concilio en 785 y lo describe como "un sínodo completo que se llevó a cabo en Chelsey". Por lo demás, esta versión relata los mismos eventos. El historiador Nicholas Brooks considera que es significativo que la elevación de Lichfield coincidiera con la consagración de Ecgfrith, que era hijo de Offa. Argumenta que Offa deseaba que Ecgfrith fuera consagrado como su sucesor estando vivo, pero no pudo lograr que Jænberht aceptara y esto fue otro factor en la creación de Lichfield como arzobispado. Hygeberht consagró a Ecgfrith poco después ser elevado al estado archiepiscopal.
En el consejo Offa ofreció donar 365  mancusos anuales al papado, dar provisiones a los pobres en Roma y proporcionar iluminación para la Basílica de San Pedro, declarándolo como una ofrenda de agradecimiento por sus victorias. CJ Godfrey ha argumentado que la donación fue realmente a cambio de la aprobación papal del plan de Offa para elevar la diócesis de Lichfield a una arquidiócesis. Cualquiera que sea la motivación de Offa, los historiadores generalmente han visto el regalo como el comienzo de Peter's Pence, un "impuesto" anual pagado a Roma por la Iglesia inglesa.
Aunque parece que el Concilio de Chelsea aprobó la elevación de Lichfield a una arquidiócesis, Hygeberht, que estaba presente, mantuvo el estatus de obispo cuando este concluyó; firmando el informe del concilio como obispo. No hay indicios de que haya jugado un papel importante en el concilio ni en las acciones que llevaron a que fuera elevado al arzobispado.

## Arzobispado

Este mapa muestra las diócesis del sur de Inglaterra durante el reinado de Offa. Las líneas en negrita muestran los límites legales entre las provincias de Canterbury, Lichfield y York.

En 788, Hygeberht viajó a Roma y recibió el palio,  símbolo de la autoridad de un arzobispo, de manos del Papa Adriano I. En una carta de 788 Hygeberht se lo llama obispo, pero otra de finales del mismo año le da el título de arzobispo. En cartas datadas en 789 y 792 también recibió el título de arzobispo, y en los registros continuó siendo nombrado como tal hasta 799.
Durante la primera parte del episcopado de Hygeberht, Jænberht de Canterbury fue el arzobispo principal  en la región y tuvo de precedencia. Después de la muerte de este último en 792, sin embargo Hygeberht se convirtió en el prelado más importante del sur de Inglaterra. Se desconoce si Jænberht reconoció la elevación de Hygeberht al arzobispado, pero no hay evidencia de que  haya impugnado la división de su sede arzobispal y la creación de otro arzobispado. Hygeberht consagró a Æthelhard como sucesor de Jænberht , después de que Offa consultara a Alcuin de York sobre el procedimiento adecuado. A partir de entonces, Hygeberht  fue considerado el prelado mayor del sur de Inglaterra, lo que se puede ver en su precedencia sobre  Ethelhard en las cartas en las que ambos aparecen.
Canterbury retuvo como sufragáneos, o subordinados, a los obispos de Winchester, Sherborne, Selsey, Rochester y Londres. Las diócesis de Worcester, Hereford, Leicester, Lindsey, Dommoc y Elmham, en cambio,  fueron transferidas a Lichfield. Este listado proviene del Gesta pontificum Anglorum, escrito alrededor de 1120 por el cronista medieval  William de Malmesbury. Aunque la división es lógica, William confunde a Hygeberht con su sucesor y no proporciona referencias para su lista, lo que sugiere que puede no ser una fuente confiable. La creación de un tercer arzobispado fue controvertida y la comunidad en la Catedral de Canterbury parece nunca haber aceptado a Hygeberht como arzobispo. El historiador DP Kirby especula que siempre hubo personas en el reino de Mercia que desaprobaron la elevación de Lichfield a una arquidiócesis.
Durante el arzobispado de Hygeberht, se celebraron sínodos conjuntos para las provincias de Lichfield y Canterbury que fueron presididos por ambos arzobispos. Estas reuniones eran canónicamente irregulares, ya que el procedimiento habitual era que cada provincia tuviera su propio sínodo. No están claras las razones por las que se celebraron consejos conjuntos; pueden haber sido una manifestación del deseo de Offa de supervisar a toda la iglesia del sur, o un intento de los arzobispos de Canterbury de retener cierta autoridad sobre la provincia de Lichfield.
Offa murió en julio de 796. Como su hijo Ecgfrith murió solo 141 días después, fue sucedido en el trono de Mercia por Coenwulf, un pariente lejano. Poco después de su ascenso al trono, Coenwulf buscó reemplazar las dos arquidiócesis por una con base en Londres, argumentando que el plan original del Papa Gregorio I había sido que hubiera un arzobispado en Londres en lugar de en Canterbury. Coenwulf mando dos enviados al papa León III en 797 y 798, sugiriendo que se creara una nueva arquidiócesis en Londres para Æthelhard. Los enviados del rey argumentaron que la incompetencia del papa Adriano I era culpable de los problemas encontrados con la arquidiócesis de Lichfield. Disgustado por las críticas al papado, Leo falló en contra del plan del rey. En 801, Coenwulf sofocó una rebelión de Kent, lo que le permitió afirmar una vez más su autoridad en Canterbury y controlar el arzobispado. Finalmente, en 802, el Papa León III admitió que la decisión de Adriano era inválida, después de que el clero inglés informara que se había logrado mediante la tergiversación de Offa. Leo le devolvió toda la jurisdicción a Canterbury, una decisión anunciada por Æthelhard en el Consejo de Clovesho en 803.

## Renuncia y muerte
Hygeberht había renunciado a su sede antes de que Lichfield fuera degradado a obispado. Fue nombrado arzobispo en 799, pero la evidencia sugiere que ya no controlaba a todos los obispos sufragáneos que alguna vez tuvo. Posiblemente fue reemplazado en Lichfield por Ealdwulf, quien asistió a un concilio en 801 y en los registros de este es nombrado obispo. Cuando Æthelhard celebró otro concilio en Clovesho en 803, Hygeberht ya no era nombrado obispo, y aparece en ese consejo como abad. Se desconoce cuál era su abadía y la fecha exacta de su muerte.
Æthelhard, contemporáneo de Hygeberht en Canterbury, fue el primer arzobispo de Canterbury en exigir una afirmación de fe por parte de sus obispos subordinados cuando fueron elegidos. El historiador Eric John argumenta que esta costumbre se creó a raíz de la creación del arzobispado de Lichfield.

## Citas
1. 1 2  Williams "Hygeberht" Oxford Dictionary of National Biography
2. ↑  Latham Revised Medieval Latin Word List pp. 162 and 370
3. 1 2  Godfrey "Archbishopric" Studies in Church History pp. 147–148
4. ↑  Witney "Period of Mercian Rule" Archæologia Cantiana p. 89
5. 1 2  Stenton Anglo-Saxon England p. 218
6. 1 2  Kirby Earliest English Kings p. 142
7. ↑  Brooks Early History of the Church of Canterbury pp. 115–116
8. ↑  Ortenberg "Anglo-Saxon Church" English Church and the Papacy pp. 50–53
9. ↑  Kirby Making of Early England p. 64
10. ↑  Cubitt Anglo-Saxon Church Councils p. 232
11. ↑  Godfrey "Arcbishopric" Studies in Church History p. 145
12. ↑  Swanton (trans. and ed.) Anglo-Saxon Chronicle pp. 53, 55
13. ↑  Swanton (trans. and ed.) Anglo-Saxon Chronicle p. 52
14. 1 2 3  Brooks Early History of the Church of Canterbury pp. 118–119
15. ↑  Williams Kingship and Government p. 28
16. 1 2  Godfrey "Archbishopric" Studies in Church History p. 147
17. ↑  Fryde, et al. Handbook of British Chronology p. 218
18. ↑  Stenton Anglo-Saxon England p. 225 footnote 1
19. ↑  Brooks Early History of the Church of Canterbury p. 120
20. ↑  Kirby Earliest English Kings p. 144
21. 1 2  Kirby Earliest English Kings p. 143
22. ↑  Cubitt Anglo-Saxon Church Councils p. 218
23. ↑  Kirby Earliest English Kings p. 148
24. ↑  Stenton Anglo-Saxon England p. 226
25. ↑  Stenton Anglo-Saxon England pp. 227–228
26. ↑  Kirby Earliest English Kings pp. 144–145
27. ↑  Brooks Early History of the Church of Canterbury pp. 125–126
28. ↑  John Reassessing Anglo-Saxon England p. 61